# Le Silence de l'épervier
Le Silence de l'épervier est une mini-série française en huit épisodes de 52 minutes, créée par Yann Le Nivet, Yves Ramonet, Stéphane Keller, et Dominique Ladoge, réalisée par Dominique Ladoge, diffusée à partir du 18 avril 2008 sur France 2. Rediffusion sur France 3 le 29 juin, le 6 juillet et le 13 juillet 2013.

## Synopsis
La vision des destins croisés des Vivier et des Carsac, deux importantes familles implantées dans la région de Bordeaux, et unies, pour le meilleur et pour le pire, depuis la guerre 39-45. À la mort de sa sœur, Margot Vivier, femme de tempérament, qui allie qualités de cœur et de tête, décide en effet, malgré le drame qui 35 ans auparavant l'a éloignée des affaires, de reprendre les rênes de Grand Ouest, journal fondé par son père, d'en assurer la pérennité tout en faisant la lumière sur les zones d'ombre qui ont corrompu de manière irrévocable - elle l'apprendra au fur et à mesure de son cheminement - les liens entre les deux familles depuis un demi-siècle.

## Distribution
- Line Renaud : Margot Vivier-Lefort
- Florence Thomassin : Anne Vivier
- Michael Lonsdale : Antoine Carsac
- Patrick Fierry : Éric Carsac
- Michel Duchaussoy : Paul Lefort
- Laurent Bateau : Julien Lefort
- Karine Lazard : Ève Lefort
- Éléonore Gosset : Justine Lefort
- Clara Ponsot : Elsa Vivier
- Norbert Haberlick : Lieutenant Sandoval
- Jérôme Bertin : Sébastien Forrest
- Virginie Théron : Béatrice Carsac
- Olivier Pagès : David Feuerman
- Jean-Marie Winling : Sarrot
- Jérôme Thibault : Étienne Fournier
- Gérard Bayle : Marty
- Guillaume Gouix : Daniel
- Jules Ferran : Spadini
- Wilfred Benaïche : Felipe Serra-Ferrer
- Françoise Danell : Christine Vivier
- Philippe Frécon : Roger Dalletray
- Didier Nobletz : Xavier Suarez
- Éric Bougnon : Anton Savic

## Tournage
La série a été tournée à Saint-Émilion et Bordeaux.